# Wilhelm Heinrich, Duce de Saxa-Eisenach
Wilhelm Heinrich, Duce de Saxa-Eisenach (n. 10 noiembrie 1691, Oranjewoud⁠(d), Provincia Frizia, Țările de Jos – d. 26 iulie 1741, Eisenach, Saxa-Eisenach), a fost Duce de Saxa-Eisenach.
A fost fiul cel mare al Ducelui Johann Wilhelm al III-lea de Saxa-Eisenach și a primei lui soții, Amalie de Nassau-Dietz.
Wilhelm Heinrich s-a căsătorit cu Albertine Juliane de Nassau-Idstein (fiica contelui Georg August de Nassau-Idstein) la Idstein la 15 februarie 1713. Nu au avut copii. S-a recăsătorit cu  Anna Sophie Charlotte de Brandenburg-Schwedt la Berlin la 3 iunie 1723, după doar opt luni de la decesul primei soții. Nici din al doilea mariaj nu au rezultat copii.
Wilhelm Heinrich a urcat pe tronul ducatului de Saxa-Eisenach în 1729 după decesul tatălui său și a fost succedat de vărul său de gradul al doilea,  Ducele Ernst August I de Saxa-Weimar. Uniunea dintre Eisenach și Weimar a fost numai nominală până în 1809, când cele două patrimonii s-au unit formal.